# Laurent (coloriste)
Pour les articles homonymes, voir Laurent.
Laurent de son vrai nom Louis-Laurent Carpentier, né le 4 octobre 1968 à Bruxelles (province de Brabant), est un coloriste de bande dessinée, dessinateur et illustrateur belge. Il a également utilisé le nom de plume Lawrence Carpenter.

## Biographie
Louis-Laurent Carpentier naît le 4 octobre 1968 à Bruxelles. Il est le fils de Louis-Michel Carpentier (dessinateur de Du côté de chez Poje, Les Toyottes) et commence par colorier les albums de son père. Il suit ensuite des humanités artistiques à Saint-Luc, à La Cambre et à l'Académie de Saint-Gilles. En 1994, il crée Lulu et Berlu qui paraît chez Topgame. Cette série humoristique met en scène Lulu et son petit chien blanc Berlu. Il fait son entrée au journal Spirou en 1995.
En 2013, il colorie une nouvelle série pour David Evrard et Falzar Dans les yeux de Camille. En 2016, Laurent illustre le livre pour enfants : Le Rhinomadaire Rocéros aux éditions Max et Compagnie.  
En 2018, il commence à illustrer des livres à portée pédagogique pour la jeunesse aux éditions Les Nez-à-nez,.
Laurent participe régulièrement à des expositions collectives dans la capitale belge,.
En 2023, à l’initiative du Lions Clubs Bruxelles Millénaire, des dessinateurs de bande dessinée dont Laurent Carpentier ont décoré des tentes en carton dans le cadre de l'opération Une tente, une vie et pour laquelle une vente caritative est organisée par Drouot.

## Publications

### Dessinateur
- Lulu et Berlu, scénario de Louis-Michel Carpentier (Topgame) — Format à l'italienne.

### Coloriste
- Du côté de chez Poje, scénario de Cauvin, dessin de Louis-Michel Carpentier (Dupuis)

- L'Agent 212, scénario de Cauvin, dessin de Kox (Dupuis)

- Série Chansons Cochonnes[27], 4 volumes, (3 albums chez Topgame (1990-1992), 1 album chez Le Fourbe chinois en 2014).

#### Dans les yeux de Camille
- 1. Plus Belge la Vie, La Renaissance du livre, coll. « Renaissance de la BD », 18 décembre 2013
Scénario : Falzar - Dessin : David Evrard - Couleurs : Laurent -  (ISBN 2-507-05156-6)[28]
- 2. Belgicoutai !, Renaissance du livre, coll. « Renaissance de la BD », 3 juillet 2014
Scénario : Falzar - Dessin : David Evrard - Couleurs : Laurent -  (ISBN 978-2-507-05214-0)
- 3. I love Belgium, Renaissance du livre, coll. « Renaissance de la BD », 17 avril 2015
Scénario : Falzar - Dessin : David Evrard - Couleurs : Laurent -  (ISBN 978-2-507-05242-3)

### Collectifs
- Sortilège - Intégrale[29], C.M. éditions, 16 juin 2022
Scénario : Bruno Di Sano, Daniel Bardet, Christian Mathoul - Dessin : collectif - Couleurs : Laurent Carpentier, Louis-Michel Carpentier, Alain Audry -  (ISBN 978-2-9602788-1-1),Couverture : Daniel Desorgher, Stéphane Dizier. Storyboard : Bruno Gilson. Avec Jo-El Azara, Francis Carin, Jean-Pol, Hec Leemans, Wim Swerts, André Taymans, Yannick Thiel.

#### Illustration de livres pour enfants
- Éléphantine veut tout savoir sur sa zézette[30], Natacha de Locht, éditions Les Nez-à-nez.
- Renardo veut tout savoir sur son zizi[31], Natacha de Locht, éditions Les Nez-à-nez.

#### Livres
: document utilisé comme source pour la rédaction de cet article.
- Jean Pirotte (dir.) et Luc Courtois, Du régional à l'universel. : L'imaginaire wallon dans la bande dessinée., Louvain-la-Neuve, Fondation wallonne Pierre-Marie et Jean-François Humblet, 1999, 310 p. (ISBN 978-2-9600072-3-7 et 2960007239, OCLC 1075833932), p. 209.  lire sur Google Livres
- Jacques Fiérain, « Laurent... », dans La BD à Bruxelles et en Brabant, Charleroi, Éd. l'Âge d'or, avril 2003, 144 p., ill. ; 31 cm (ISBN 9782960119664 et 2960119665, OCLC 470388171, présentation en ligne), p. 92.

#### Périodiques
- « Laurent », Jet, Le Lombard, no 6,‎ juin-juillet-août 1990, p. 16 (ISBN 2-8036-0818-9, ISSN 1146-2728).

#### Articles
- Philippe Magneron, « Carpentier, Louis-Laurent - Biographie - Bibliographie », BD Gest',‎ 30 octobre 2022 (lire en ligne, consulté le 30 octobre 2022)
- Bruno Lemaître, « Louis-Laurent Carpentier - Laurent », OpaleBD,‎ 12 juin 2024 (lire en ligne, consulté le 12 juin 2024).